# Cal·lícrates (poeta)
Cal·lícrates (Καλλικράτης, Callicrates) fou un poeta grec esmentat només una vegada per Ateneu que diu que va compondre la comèdia Μοσχίων. Per la seva connexió amb Antífanes de Cios i Alexis de Turis formava part de la comèdia mitjana àtica.